# Buffalo Memorial Auditorium
Il Buffalo Memorial Auditorium è stato un palazzo polisportivo situato nella Downtown di Buffalo (New York). Inaugurato il 14 ottobre del 1940, ospitò i Buffalo Bisons e i Buffalo Sabres della NHL, i Buffalo Braves della NBA ed i Buffalo Stallions della MSL. Si svolsero anche delle partite di NCAA, oltre che numerosi eventi di intrattenimento come concerti e circhi. L'impianto venne rinnovato nel 1970 e nel 1990, e chiuso definitivamente nel 1996. Rimase vacante fino a che non si decise di demolirlo nel 2009.